# Онегин, Сигрид
Сигрид Онегин, также Зигрид Онегин (швед. Sigrid Onégin; урождённая Елизавета Эльфрида Эмилия Сигрид Хоффман; 1 июня 1889, Стокгольм, Швеция — 16 июня 1943, Мальязо, кантон Тичино, Швейцария) — шведская оперная певица (контральто)

## Биография
Отец — немец, мать — француженка. Училась вокалу во Франкфурте, Мюнхене, Милане. Дебютировала в Штутгартской опере в партии Кармен в 1912 году под именем Лили Хоффманн. В 1919—1922 годах пела в Баварской опере в Мюнхене, в 1922—1926 — в Метрополитен-опере, в 1926—1931 — Городской опере Берлина, не раз участвовала в Зальцбургском и Байрейтском фестивалях.
Известна исполнением ведущих партий в операх Вагнера, была первой исполнительницей небольшой партии Дриады в опере Рихарда Штрауса «Ариадна на Наксосе».

## Псевдоним
Фамилию Онегин певица взяла после 1913 года, когда соединила судьбу с бароном Евгением Борисовичем Онегиным (экстравагантный артистический псевдоним дружившей с Гордоном Крэгом и Зиинаидой Гиппиус немецкой пианистки и композитора Агнес Элизабет Овербек, 1870—1919).